# Минск (баскетбольный клуб)
«МИНСК» (бел. «Мінск») — белорусский баскетбольный клуб. С 2010 по 2024 год — участник Единой лиги ВТБ. До 2012 года назывался «Минск-2006», до 2022 года — «Цмокі-Минск».

## Эмблемы команды
|  |  |  |

## История
«Минск-2006» был создан в 2006 году. В сезоне 2006/2007 команда начала выступать в чемпионате Беларуси. Объединивший в своей структуре сразу четыре подразделения (мужскую и женскую команды, дублёров и детско-юношескую школу), клуб в первом же сезоне добрался до полуфинала плей-офф, где уступил «Виталюру», впоследствии ставшим чемпионом.
Сезон 2007/2008 «Минск» вновь завершил в полуфинале, уступив дорогу в финал осиповичскому ОЗАА. В матче за третье место клуб проиграл «Гродно-93». В этом сезоне были кардинальные перемены в составе. На паркет белорусского чемпионата вышли американские легионеры: Данте Стиггерс и Томас Блант.
В пятом туре чемпионата 2008/2009 на чужой площадке «Минск-2006» одержал две победы над принципиальным соперником — «Виталюром». Реванш «Виталюр» взял в Кубке Беларуси. Одолев могилевский «Темп-ОШВСМ», осиповичский ОЗАА и «Виталюр», подопечные дебютировавшего на тренерском мостике Андрея Кривоноса впервые стали чемпионами Беларуси.
В сезоне 2009/2010, начиная первым матчем регулярного турнира и заканчивая финалом плей-офф, «Минск-2006» ни разу не потерпел поражения и завоевал второй чемпионский титул. В этот год был взят и Кубок Беларуси. В сезоне 2009/2010 «Минск-2006» заявился в турнир «Eurochallenge», став первым за долгие годы белорусским клубом, который стал участником еврокубков. Стартовав с поражения от самарских «Красных крыльев», «Минск-2006» реабилитировался с «Амстердамом» и финишировал в группе на третьем месте, пропустив в плей-офф россиян и итальянский «Скаволини».
В сезоне 2010/2011 «МИНСК» снова стал чемпионом Беларуси. В этом сезоне клуб также начал выступать в Единой Лиге ВТБ.
14 сентября 2012 года клуб был переименован в «Цмокі-Мінск». По белорусской мифологии, цмоком называли домового змея, ужа, который приносил своему хозяину деньги, делал его нивы плодородными, а коров — дойными.
В июне 2024 года было объявлено об уходе команды из Единой лиги ВТБ по инициативе руководства клуба.

## Достижения
- Чемпион Беларуси (16): 2008/2009, 2009/2010, 2010/2011, 2011/2012, 2012/2013, 2013/2014, 2014/2015, 2015/2016, 2016/2017, 2017/2018, 2018/2019, 2019/2020, 2020/2021, 2021/2022, 2022/2023, 2023/2024.
- Серебряный призёр чемпионата Беларуси (1): 2024/2025.
- Обладатель Кубка Беларуси (14): 2009, 2010, 2011, 2012, 2013, 2014, 2015, 2016, 2017, 2018, 2019, 2020, 2021, 2022.
- Финалист Кубка Беларуси (1): 2024.
- Бронзовый призёр Кубка Азовмаша (1): 2010.

## Выступление в еврокубках

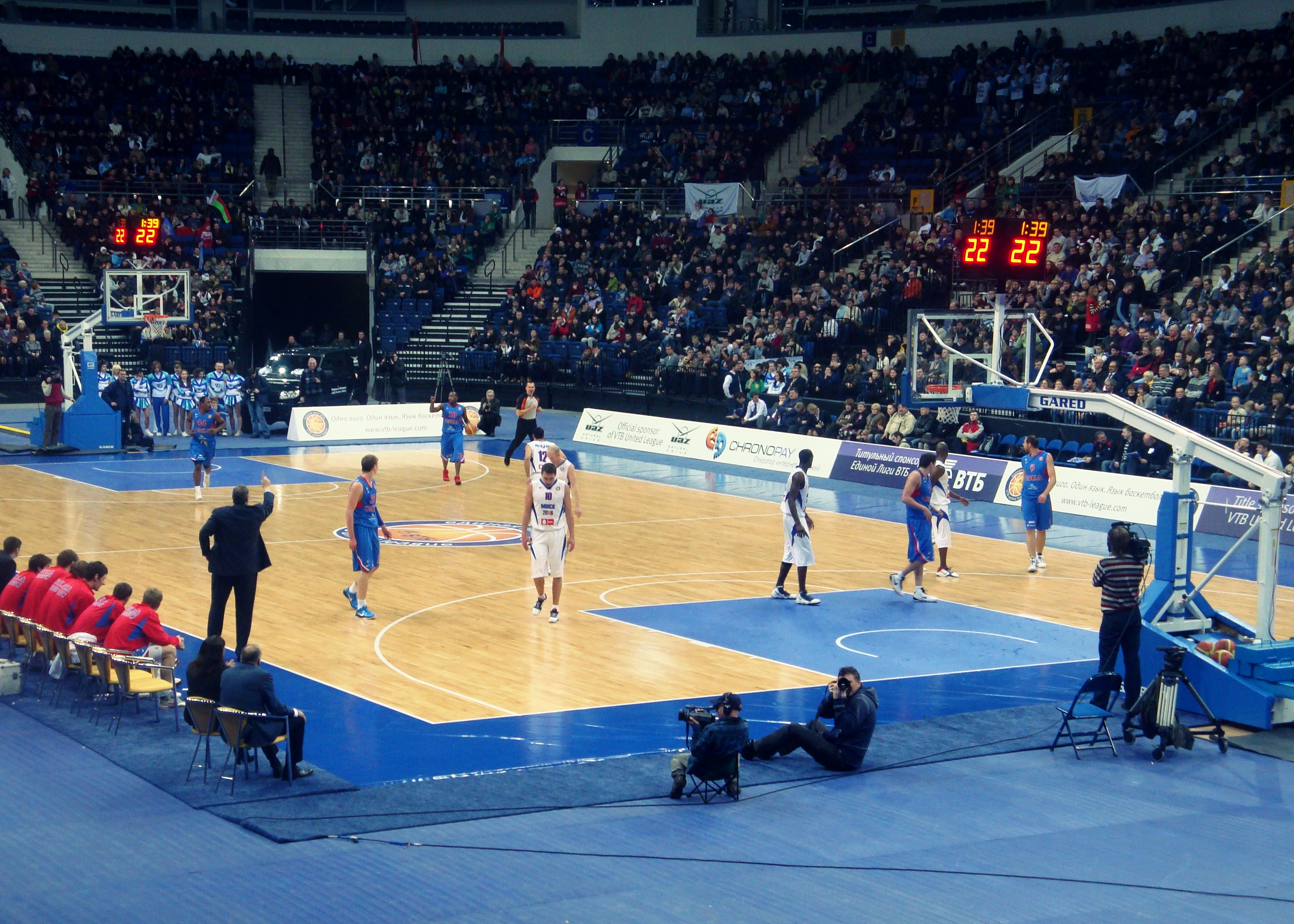
Матч Единой лиги ВТБ

### Сезон 2009/2010

#### Кубок вызова ФИБА 2009/2010
| Тур | Дата  | Клуб 1         | Клуб 2         | Счёт   |
| --- | ----- | -------------- | -------------- | ------ |
| 1   | 24.11 | Красные крылья | Минск-2006     | 106:68 |
| 2   | 01.12 | Минск-2006     | Скаволини      | 49:80  |
| 3   | 08.12 | Амстердам      | Минск-2006     | 68:76  |
| 4   | 15.12 | Минск-2006     | Красные крылья | 72:76  |
| 5   | 05.01 | Скаволини      | Минск-2006     | 93:85  |
| 6   | 12.01 | Минск-2006     | Амстердам      | 67:64  |

По итогам данного группового этапа клуб с двумя победами занял третье место в группе C и не прошёл дальше.

### Сезон 2010/2011
Клуб не прошёл квалификационный раунд Кубка вызова ФИБА 2010/11, проиграв по сумме двух встреч бельгийскому «Антверпену» (ничья 87:87 в домашней игре и проигрыш 80:89 в гостевой, по сумме двух встреч 167:176).

### Сезон 2019/2020
Клуб квалифицировался в первом раунде Лиги чемпионов ФИБА на клуб «Каухайоен Карху» (Финляндия).

## Сезоны
| Сезон   | Лига         | Уровень | Рег. чемп. | Плей-офф  | Кубок       | Регион                                  | Еврокубки                                                               | Главный тренер                        |
| ------- | ------------ | ------- | ---------- | --------- | ----------- | --------------------------------------- | ----------------------------------------------------------------------- | ------------------------------------- |
| 2006-07 | Премьер-Лига | 1       | 4          | 4-е место | 5-е место   | н/у                                     | н/у                                                                     | Александр Попков                      |
| 2007-08 | Премьер-Лига | 1       | 2          | 4-е место | 5-е место   | н/у                                     | н/у                                                                     | Игорь Корнеенков                      |
| 2008-09 | Премьер-Лига | 1       | 1          | Чемпион   | 3-е место   | н/у                                     | н/у                                                                     | Андрей Кривонос                       |
| 2009-10 | Премьер-Лига | 1       | 1          | Чемпион   | Обладатель  | н/у                                     | Гр.этап Еврочелленджа                                                   | Андрей Кривонос                       |
| 2010-11 | Премьер-Лига | 1       | 1          | Чемпион   | Обладатель  | 4-е место (гр. А) ЕЛ ВТБ                | Квалификация Еврочелленджа                                              | Андрей Кривонос                       |
| 2011-12 | Премьер-Лига | 1       | 1          | Чемпион   | Обладатель  | 9-е место (гр. В) ЕЛ ВТБ                | Гр.этап Еврочелленджа                                                   | Андрей Кривонос                       |
| 2012-13 | Премьер-Лига | 1       | н/у        | Чемпион   | Обладатель  | 9-е место (гр. В) ЕЛ ВТБ                | Ласт 16 Еврочелленджа                                                   | Андрей Кривонос                       |
| 2013-14 | Премьер-Лига | 1       | н/у        | Чемпион   | Обладатель  | 9-е место (гр. В) ЕЛ ВТБ                | Четвертьфинал Еврочелленджа                                             | Дональдас Кайрис → Андрей Кривонос    |
| 2014-15 | Премьер-Лига | 1       | н/у        | Чемпион   | Обладатель  | 15-е место ЕЛ ВТБ                       | Гр.этап Еврочелленджа                                                   | Андрей Кривонос → Игорь Грищук        |
| 2015-16 | Премьер-Лига | 1       | н/у        | Чемпион   | Обладатель  | 12-е место ЕЛ ВТБ                       | 2-й гр.этап Кубка ФИБА Европа                                           | Игорь Грищук                          |
| 2016-17 | Премьер-Лига | 1       | н/у        | Чемпион   | Обладатель  | 12-е место ЕЛ ВТБ                       | 2-й квалиф. раунд Лиги чемпионов ФИБА 2-й гр.этап Кубка ФИБА Европа     | Игорь Грищук → Александр Крутиков     |
| 2017-18 | Премьер-Лига | 1       | 1*         | Чемпион*  | Обладатель* | 9-е место ЕЛ ВТБ 6-е место (гр. А) ББЛ* | 3-й квалиф. раунд Лиги чемпионов ФИБА 1/8 финала Кубка ФИБА Европа      | Александр Крутиков, Ростислав Вергун* |
| 2018-19 | Премьер-Лига | 1       | н/у        | Чемпион   | Обладатель  | 14-е место ЕЛ ВТБ                       | 1-й квалиф. раунд Лиги чемпионов ФИБА 1-й гр.этап Кубка ФИБА Европа     | Александр Крутиков → Ростислав Вергун |
| 2019-20 | Премьер-Лига | 1       | н/у        | Чемпион   | Обладатель  | 13-е место ЕЛ ВТБ**                     | 1-й квалиф. раунд Лиги чемпионов ФИБА Четвертьфинал Кубка ФИБА Европа** | Ростислав Вергун                      |
| 2020-21 | Премьер-Лига | 1       | 1          | Чемпион   | Обладатель  | 13-е место ЕЛ ВТБ                       | Гр.этап Лиги чемпионов ФИБА                                             | Ростислав Вергун                      |
| 2021-22 | Премьер-Лига | 1       | н/у        | Чемпион   | Обладатель  | 9-е место ЕЛ ВТБ                        | 3-й квалиф. раунд Лиги чемпионов ФИБА 1-й гр.этап Кубка ФИБА Европа     | Ростислав Вергун                      |
| 2022-23 | Премьер-Лига | 1       | н/у        | Чемпион   | Обладатель  | 12-е место ЕЛ ВТБ                       | н/у                                                                     | Ростислав Вергун                      |
| 2023-24 | Премьер-Лига | 1       | н/у        | Чемпион   | 3-е место   | 14-е место ЕЛ ВТБ                       | н/у                                                                     | Ростислав Вергун → Алексей Суховецкий |
| 2024-25 | Премьер-Лига | 1       | 3          | 2-е место | Финалист    | н/у                                     | н/у                                                                     | Александр Подерачев                   |

```
* — резервный состав
** — турнир не был завершён
```

## Капитаны команды
- 2006—2007 —  Павел Габрусевич
- 2007—2009 —  Алексей Пынтиков
- 2009—2012 —  Владимир Шарко
- 2012—2017 —  Алексей Лашкевич
- 2017—2019 —  Александр Кудрявцев
- 2019—2020 —  Бранко Миркович
- 2020—2021 —  Владимир Веремеенко
- 2021—2023 —  Алексей Тростинецкий
- 2023—2024 —  Владислав Микульский
- 2024—н. в. —  Алексей Юдкин

## Текущий состав
| \| Поз. \| № \| Гражд. \| Имя \| Дата рождения (возраст) \| Рост \| Вес \| Звание \| \| ---- \| -- \| ------ \| ------------------ \| ------------------------- \| ------ \| ------ \| ------ \| \| ЛФ \| 0 \| \| Иван Терехов \| 21 марта 2003 (22 года) \| 202 см \| \| \| \| ЛФ \| 3 \| \| Алексей Бочкар \| 8 апреля 2003 (22 года) \| 195 см \| \| \| \| АЗ \| 6 \| \| Данила Янов \| 6 сентября 2002 (22 года) \| 190 см \| \| \| \| РЗ \| 7 \| \| Роман Рубинштейн \| 22 мая 1996 (29 лет) \| 196 см \| 82 кг \| \| \| АЗ \| 9 \| \| Алексей Юдкин (К) \| 18 июля 2003 (21 год) \| 187 см \| \| \| \| Ц \| 10 \| \| Владислав Мороз \| 31 октября 2000 (24 года) \| 210 см \| \| \| \| ЛФ \| 13 \| \| Виталий Лебедев \| 26 апреля 1999 (26 лет) \| 198 см \| \| \| \| РЗ \| 14 \| \| Андрей Стабровский \| 29 декабря 1997 (27 лет) \| 184 см \| 75 кг \| \| \| РЗ \| 15 \| \| Дмитрий Безрученко \| 6 июля 2002 (23 года) \| 200 см \| \| \| \| АЗ \| 22 \| \| Егор Комлач \| 9 мая 2006 (19 лет) \| 181 см \| \| \| \| ЛФ \| 23 \| \| Кирилл Васковцов \| 15 августа 2003 (21 год) \| 202 см \| 100 кг \| \| \| Ц \| 32 \| \| Глеб Бигун \| 13 июля 2004 (21 год) \| 209 см \| \| \| \| ТФ \| 34 \| \| Константин Паско \| 30 марта 2003 (22 года) \| 206 см \| 99 кг \| \| | Главный тренер - Александр Подерачёв Ассистенты тренера - Владимир Шарко - Эдуард Кемен - Денис Коршук Легенда - (К) — Капитан команды Последнее изменение: 24 февраля 2025 года |               |                    |                           |        |        |        |
| Поз. | № | Гражд.        | Имя                | Дата рождения (возраст)   | Рост   | Вес    | Звание |
| ЛФ | 0 | Флаг Беларуси | Иван Терехов       | 21 марта 2003 (22 года)   | 202 см |        |        |
| ЛФ | 3 | Флаг Беларуси | Алексей Бочкар     | 8 апреля 2003 (22 года)   | 195 см |        |        |
| АЗ | 6 | Флаг России   | Данила Янов        | 6 сентября 2002 (22 года) | 190 см |        |        |
| РЗ | 7 | Флаг Беларуси | Роман Рубинштейн   | 22 мая 1996 (29 лет)      | 196 см | 82 кг  |        |
| АЗ | 9 | Флаг Беларуси | Алексей Юдкин (К)  | 18 июля 2003 (21 год)     | 187 см |        |        |
| Ц | 10 | Флаг Беларуси | Владислав Мороз    | 31 октября 2000 (24 года) | 210 см |        |        |
| ЛФ | 13 | Флаг Беларуси | Виталий Лебедев    | 26 апреля 1999 (26 лет)   | 198 см |        |        |
| РЗ | 14 | Флаг Беларуси | Андрей Стабровский | 29 декабря 1997 (27 лет)  | 184 см | 75 кг  |        |
| РЗ | 15 | Флаг Беларуси | Дмитрий Безрученко | 6 июля 2002 (23 года)     | 200 см |        |        |
| АЗ | 22 | Флаг Беларуси | Егор Комлач        | 9 мая 2006 (19 лет)       | 181 см |        |        |
| ЛФ | 23 | Флаг Беларуси | Кирилл Васковцов   | 15 августа 2003 (21 год)  | 202 см | 100 кг |        |
| Ц | 32 | Флаг Беларуси | Глеб Бигун         | 13 июля 2004 (21 год)     | 209 см |        |        |
| ТФ | 34 | Флаг Беларуси | Константин Паско   | 30 марта 2003 (22 года)   | 206 см | 99 кг  |        |

## Молодёжная команда
Молодёжная команда баскетбольного клуба «Минск» создана в 2006 году. С 2011 года команда выступает в Высшей лиге чемпионата Беларуси, становилась бронзовым призёром в сезонах 2011/2012 и 2013/2014. Команда выступает в Европейской юношеской баскетбольной лиге (ЕЮБЛ) для игроков не старше 20 лет, стала победителем этого турнира в сезоне 2014/2015. В сезоне 2024/2025 команда дебютировала в Единой молодёжной лиге ВТБ.
Молодёжная команда БК «Минск» является базовой для молодёжной сборной Беларуси (U-20).

## Резервная команда
Резервная команда баскетбольного клуба «Минск» создана в 2017 году. В команде выступают белорусские баскетболисты, являющиеся кандидатами в мужскую сборную Беларуси.
В сезоне 2017/2018 резервная команда считалась частью основной, заменяла её в чемпионате и Кубке Беларуси (выиграла оба турнира), выступала в Балтийской лиге. Начиная с сезона 2018/2019 резерв выступал в чемпионате Беларуси отдельно от основной команды, а также участвовал (вне конкурса) во втором дивизионе чемпионата Литвы — Национальной баскетбольной лиге. В сезоне 2018/2019 команда завоевала бронзовые медали чемпионата Беларуси. В сезоне 2020/2021 резервная команда была частью основной, заменяла её в большинстве матчей чемпионата Беларуси, когда основа была занята в Единой лиге ВТБ и Лиге чемпионов ФИБА. С сезона 2021/2022 резерв снова выступал в чемпионате Беларуси в качестве самостоятельной команды, а также участвовал в Студенческой лиге РЖД. Перед сезоном 2024/2025 резерв объединился с основной командой.

## СДЮШОР БК «Минск»
Специализированная детско-юношеская школа олимпийского резерва баскетбольного клуба «Минск» создана в 2006 году на базе СДЮШОР № 10 города Минска, основанной в 1972 году. В школе обучается около тысячи воспитанников. Команды СДЮШОР разных возрастов принимают участие в Европейской юношеской баскетбольной лиге, Балтийской лиге, Детско-юношеской лиге, а также в различных международных турнирах.
В чемпионате Беларуси школу с 2017 года представляет команда РЦОП-СДЮШОР, которая в разные годы являлась базовой для юношеской (U-16) и юниорской (U-18) сборной Беларуси.